# 波蘭分離主義
波蘭分離主義（波蘭語：separatyzm w polsce）是指波蘭境內的某些地區爭取獨立或自治的運動，本頁列舉出波蘭建國以來各時期的分離主義運動。

## 歷史

### 波蘭第一共和國

波蘭第一共和國

波蘭第一共和國是波蘭立陶宛聯邦的波蘭王冠領地的一個稱呼，當時的波蘭立陶宛聯邦的體制採取二元選王立憲制，因此被稱為共和國 ，是波蘭歷史上的第一個共和國。而波蘭的分離主義也是從此時開始。最初，當時的分離主義並不是指地區爭取獨立或自治的運動，而是指反對四年議會通過的5月3日憲法的那一群人，他們團結起來，並在1792年4月27日建立會盟，該會盟又稱塔戈維查聯盟，被議會支持者批評是「叛國會盟」，試圖使波蘭立陶宛聯邦走向分裂。而塔戈維查聯盟背後有俄羅斯帝國女皇葉卡捷琳娜二世大帝的支持，也因此導致了波俄戰爭與第二次瓜分波蘭。最終，波蘭第一共和國在1795年的第三次瓜分波蘭中，消失在地圖上，結束波蘭立陶宛聯邦的國家主權。

### 波蘭第二共和國

波蘭第二共和國

1918年11月11日，第一次世界大戰結束，波蘭作為主權國家取代了波蘭攝政王國而獨立，建立了波蘭第二共和國，國際聯盟也將但澤自由市託管給波蘭。就在波蘭復國後的隔年，也就是1919年，波蘭試圖保住那些在被瓜分時失去的領土，藉此發動戰爭想佔領東部領土，而蘇維埃俄羅斯最高領導人弗拉迪米爾·伊里奇·烏里揚諾夫（列寧）則認為，蘇俄紅軍可以經由波蘭支援德國共產黨，並在歐洲其他地方製造革命，藉此擴大蘇維埃影響力，而《凡爾賽條約》中並未加以說明波蘭與蘇俄的邊界，加上一戰後局勢混亂以及波蘭第二共和國國家元首約瑟夫·克萊門斯·畢蘇斯基元帥的「海間聯邦」理想等因素影響下，波蘭-蘇維埃戰爭爆發。戰爭結果，波蘭與蘇維埃雙方宣告停火，並簽署《里加和約》，確立了波蘭與蘇俄的邊界，蘇俄割讓西烏克蘭和西白俄羅斯並賠償波蘭三千萬盧布，作為波蘭在被瓜分時期向俄羅斯帝國的經濟投入的補償，另外要求蘇俄需歸還那些在1772年後被俄帝掠去的波蘭藝術品及國寶。波蘭立陶宛聯邦在第一次瓜分波蘭及第二次瓜分波蘭時被俄羅斯分得的土地大部份仍然未能重歸波蘭所有。
雖然西烏克蘭和西白俄羅斯併入了波蘭領土，但當地的不少親蘇的人主張脫離波蘭，建立獨立的西烏克蘭與西白俄羅斯國家。當地最大的親蘇獨立政黨為西白俄羅斯共產黨及西烏克蘭共產黨，儘管成員在獨立與併入蘇聯上有爭執，但主要目的皆是自波蘭分離，脫離波蘭統治。而蘇聯也透過武器支援與聲援等方式支持這兩個政黨。除此之外，國際聯盟託管給波蘭的但澤也主張脫離波蘭統治，回歸德國。這也成為日後《莫洛托夫-里賓特洛甫條約》形成的關鍵原因。
最終在1939年，波蘭戰役中，波蘭戰敗，被德國與蘇聯瓜分，德國佔領了西烏克蘭和西白俄羅斯等地，德國澤佔領包含但澤在內的剩餘波蘭領土，大致以比薩河、納雷夫河和維斯瓦河作為分界，波蘭第二共和國在1939年10月滅亡。

### 波蘭人民共和國

波蘭人民共和國

1945年，第二次世界大戰結束，歐洲地圖再次重新洗牌，其中就包含了波蘭領土。根據《波茲坦協定》的內容，波蘭重新獨立，波蘭的東部領土包括西烏克蘭和西白俄羅斯劃歸蘇聯，此外也將德國領土瓜分。依據波茲坦會議的內容，德國的波美拉尼亞與西里西亞劃入波蘭領土，原本的西普魯士與東普魯士領土也被劃分，西普魯士包含但澤被劃入波蘭（格但斯克），東普魯士則被分成梅梅爾、柯尼斯堡及阿倫施泰因，分別併入立陶宛（克萊佩達）、俄羅斯（加里寧格勒）及波蘭（奧爾什丁）。
在波蘭復國後，波蘭實施一黨專政與中央集權，由博萊斯瓦夫·貝魯特領導的波蘭統一工人黨統治，波蘭成為社會主義國家。在此期間，波蘭政府實施強而有力的鐵腕統治，以武力驅逐德意志人，有的甚至被送往了關押營和勞改營，使波蘭成為單一民族國家。但在此期間，也有許多分離主義運動，其中最早成立的就是但澤人聯邦。
1946年但澤人聯邦在格但斯克成立，他們是一群由但澤的德國難民組成的組織，因為不滿波蘭政府驅逐德意志人政策而成立。並在1947年成立但澤流亡政府全稱為但澤自由市流亡政府（波蘭語：Rząd Wolnego Miasta Gdańska na uchodźstwie；德語：Regierung der Freien Stadt Danzig im Exil），正式對但澤領土宣示主權，他們主張脫離波蘭統治，是波蘭自二戰結束後，最早成立的分離主義運動。
1989年，東歐劇變，波蘭人民共和國政治轉型成為波蘭第三共和國，但澤流亡政府則持續至今。

### 波蘭第三共和國

波蘭第三共和國

1990年，沃依切赫·雅魯澤爾斯基領導的波蘭統一工人黨及波蘭人民共和國政權轉交給獨立自治工會「團結」的萊赫·華勒沙，至此波蘭第三共和國建立。與此同時，西里西亞自治運動正式成立。
西里西亞的分離主義運動最早可以追溯到1848年革命，受到民族革命的影響，西里西亞人在上西里西亞成立上西里西亞聯盟（西里西亞語：Ferajn Gůrnoślůnzokůw），提倡上西里西亞的獨立，並在1909年與剛建立的西里西亞人民黨（西里西亞語：Ślōnskŏ Ludowŏ Partyjŏ）結盟，是最早的西里西亞獨立運動，雖然兩者先後於1924年及1938年解散，但也成為影響至今的西里西亞自治運動。
1990年1月，西里西亞自治運動（西里西亞語：Ruch Autōnōnōmije Ślōnska，RAŚ）由魯道夫·科沃茲齊克（Rudolf Kołodziejczyk）在上西里西亞成立，最初的主張是提倡西里西亞自治，在之後幾年裡衍生成主張西里西亞獨立。西里西亞自治運動將西里西亞人論為一個民族，而非波蘭人、捷克人甚至德國人。該運動參加了1991年波蘭議會選舉，獲得40,061張選票和兩個席位，但在此之後的選舉，西里西亞自治運動再也沒有拿過任何席位了。
而關於自治問題，根據1990年代的調查發現，30%～60%的西里西亞人支持西里西亞自治。1991年～1993年，對盧布利涅茨和雷布尼克的民族認同進行了調查，調查結果顯示，超過70%的人認為自己是西里西亞民族，使該地區的西里西亞民族認同占主導地位。1992年在蒂黑進行的一項調查顯示，30%的受訪者認為西里西亞應該爭取領土自治；約有10%的人持反對意見，近40%的受訪者迴避回答；調查作者得出的結論是，絕大多數拒絕回答的人也是自治的支持者。
2000年，波蘭國家保護局在報告中警告稱，西里西亞自治運動可能對波蘭的利益構成潛在威脅。2002年，西里西亞自治運動成為歐洲自由聯盟的成員，並在歐洲自由聯盟的支持下，於2007年發起第一次抗議運動。2002年至2011年間，西里西亞民族認同的人數顯著增加，成為現今波蘭最大的一股分離主義運動。
除了西里西亞自治運動外，還有衍伸的政黨與組織，從爭取地方自治到爭取民族獨立的都有，具體包含：
- 西里西亞團結黨（西里西亞語：Ślonzoki Razem）
- 西里西亞地方黨（西里西亞語：Ślōnskŏ Partyjŏ Regiōnalnŏ）。

時至今日，但澤與西里西亞的自治或獨立仍尚未成功，運動也持續至今。